# Псевдо-Ориген
Псевдо-Ориген е наименованието, което традиционно се дава на анонимни автори, чиито произведения по погрешка се приписват на Ориген, както и на самите тези произведения.
Сред тях се открояват:
- „За истинската вяра в Бога“ (De recta in Deum fide) – гръцки диалог от края на III или началото на IV век.
- „Плачът на Ориген“ (Planctus Origenis), наричан още Lamentum или Paenitentia – предполагаемо отричане от някои негови възгледи, смятани за еретически, за което се твърди, че е преведено от гръцки на латински от Йероним Блажени.
- „Коментар върху Йов“ (Commentarius in Iob) – латински коментар върху Книгата Иова, произхождащ от вандалска Африка.
- „За Мария Магдалина“ (De Maria Magdalena) – латинска проповед върху Йоан 20:11–18.
- „Посредница на живота“ (Vitae Mediatrix) – латински трактат от VI век върху титлата Mediatrix.[1]
- „Хрониката на Псевдо-Ориген“ – изгубена хроника, използвана като източник в Collectio canonum Hibernensis.[2]

Освен това шест проповеди върху Лука и Матей, включени в сборника на Павел Дякон за Карл Велики, обикновено се смятат за неправилно приписани на Ориген. Сред тях са:
- „Шеста проповед върху Матей“ (Homilia VI in Matthaeum).
- „Седма проповед върху Матей“ (Homilia VII in Matthaeum), която на други места е грешно приписвана на Беда Достопочтени.